# Comitê Paralímpico Brasileiro
O Comitê Paralímpico Brasileiro (CPB) é a entidade que rege o desporto paralímpico no Brasil. Além da função de Comitê nacional, o CPB atua como Confederação Nacional de cinco modalidades esportivas paralímpicas: atletismo, esgrima em cadeira de rodas, halterofilismo, natação e tiro esportivo.

## História

### Criação

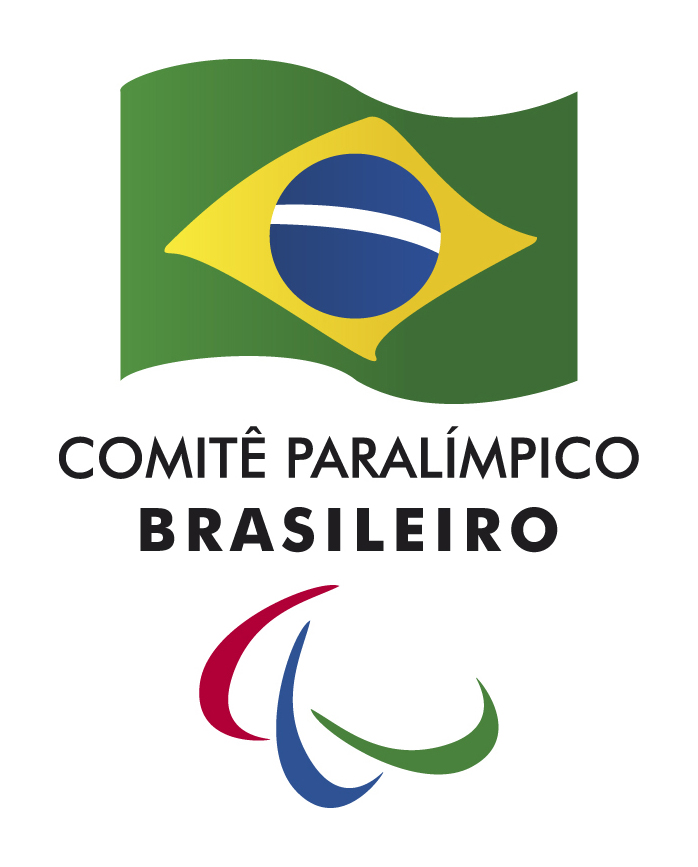
Logotipo usado em 2012 até 2022.

A partir da fundação do Comitê Paralímpico Internacional (IPC) em 22 de setembro de 1989, surgiu uma tendência mundial para a criação de Comitês Paralímpicos Nacionais, os chamados National Paralympic Committees (NPCs). Com a realização dos Jogos de Barcelona 92 (1992), a formação dos NPCs já se tornava urgente: o IPC precisava ter como filiadas as entidades que possuíssem representatividade em nível nacional e agregassem modalidades para pessoas com todos os tipos de deficiência. Portanto, a partir de 1993, a ideia de se criar um Comitê Paralímpico no Brasil começou a tomar corpo.
Os representantes da ABRADECAR, ABDA, ABDC, ANDE e ABDEM debateram a criação do NPC brasileiro. Em decisão conjunta, no dia 9 de fevereiro de 1995, foi fundado o Comitê Paralímpico Brasileiro (CPB), com sede na cidade de Niterói, Rio de Janeiro.
Apesar do curto período de existência, o CPB passou a colocar em prática uma de suas principais funções: a organização de eventos paralímpicos nacionais para o desenvolvimento do esporte no país. Ainda em 1995, o CPB organizou os I Jogos Brasileiros Paradesportivos, em Goiânia. A segunda edição da competição foi realizada no Rio de Janeiro, no ano seguinte.

### Mudanças de sedes

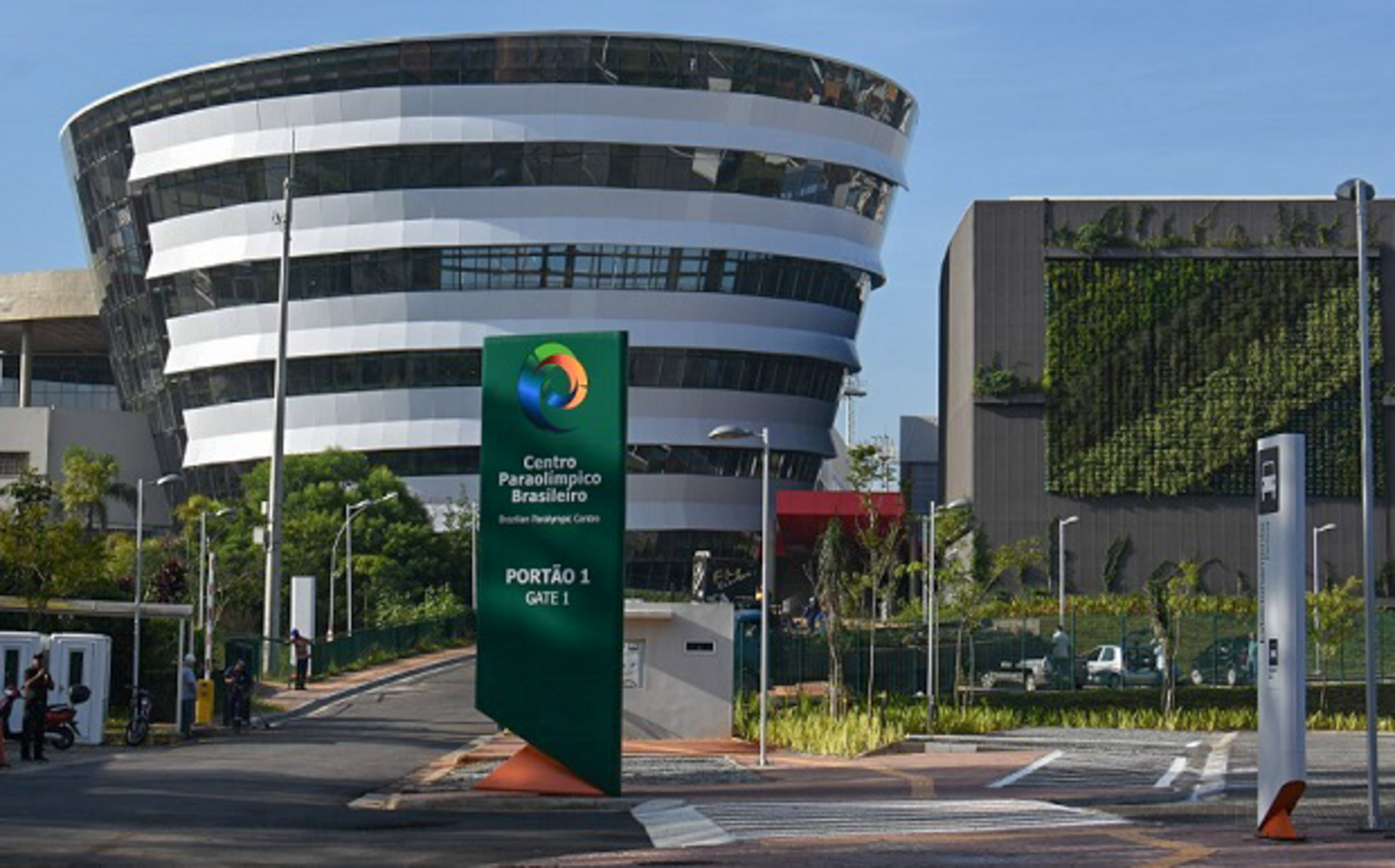
Centro Paralímpico Brasileiro (CPB)

Em 19 de junho de 2002, a sede do Comitê Paralímpico Brasileiro (CPB) foi transferida de Niterói para Brasília. Esta medida foi tomada para colocar a entidade máxima do esporte paralímpico nacional na cidade que é o centro das decisões políticas do Brasil. Além disso, o comitê ganhou mais visibilidade e acessibilidade ao estar no centro geográfico do país.
O Comitê Paralímpico Brasileiro passou a contribuir, progressivamente, para o fomento do esporte de alto rendimento para pessoas com deficiência. As iniciativas foram desde a divulgação e organização de competições até o envio de atletas para eventos no exterior. Com a aprovação da Lei Agnelo-Piva (Nº 10.264), em 2001, o CPB obteve uma fonte permanente de recursos financeiros, o que garantiu uma melhor experiência esportiva para os atletas brasileiros. 
Assim, com o devido apoio, as ações começaram a surtir o efeito esperado durante a Paralímpíada de Sydney, 2000, na qual o Brasil ficou em 24º lugar no quadro geral de medalhas, após a conquista de seis ouros, dez pratas e seis bronzes. Quatro anos depois pulou para o 14º lugar e nas Paralimpíadas de Pequim, realizadas em 2008, o país conquistou o 9º lugar, até então sua melhor participação na história dos jogos. No total foram 47 medalhas, sendo 16 de ouro, 14 de prata e 17 de bronze. Em apenas oito anos, o número de atletas da delegação cresceu 300%, saltando de 63 participantes em Sydney para 188 em Pequim. A edição mais recente dos jogos aconteceu em 2012 na Grã-Bretanha. Nas Paralimpíadas de Londres, o Brasil alcançou o inédito sétimo lugar no quadro de medalhas ao conquistar 43 medalhas, sendo 21 de ouro, 14 de prata e oito de bronze.

### Movimento Paralímpico no Brasil
O esporte paralímpico brasileiro surge em 1958. No dia 1º de abril daquele ano, o cadeirante Robson Sampaio de Almeida, em parceria com seu amigo Aldo Miccolis, fundou o Clube do Otimismo, no Rio de Janeiro. Meses depois, em 28 de julho, o também deficiente Sérgio Seraphin Del Grande criou o Clube dos Paraplégicos de São Paulo (CPSP).
Os pioneiros resolveram trazer o esporte paralímpico para o Brasil enquanto faziam tratamento hospitalar nos Estados Unidos. Robson e Sérgio tiveram a oportunidade de presenciar a prática esportiva de pessoas em cadeiras de rodas, principalmente no basquete.
Em 1959 o ginásio do Maracanãzinho, no Rio de Janeiro, foi palco do primeiro jogo de basquetebol em cadeira de rodas no Brasil, quando os paulistas do CPSP venceram os cariocas do Clube do Otimismo por 22 a 16. Dez anos depois, em 1969, o Brasil participou dos Jogos Parapan-Americanos de Buenos Aires, na Argentina. Essa foi a primeira competição internacional do movimento paralímpico nacional. Com estrutura recente e pouca informação, o objetivo inicial da delegação era conhecer as modalidades que integravam o quadro de esportes paralímpicos e possibilitar aos brasileiros a integração com atletas do resto do continente. Três anos depois, o Brasil foi representado pela primeira vez em uma Paralimpíada, realizada na cidade alemã de Heidelberg.
Em 1975, uma falha de comunicação entre as maiores entidades paralímpicas de São Paulo e Rio de Janeiro fez com que o Brasil levasse duas delegações aos jogos Pan-Americanos em Cadeira de Rodas da Cidade do México. O problema fez com que Stoke Mandeville exigisse a fundação de uma associação nacional. Assim, ainda no avião que retornava do México, foi criada a Associação Nacional de Desporto de Excepcionais, atual Associação Nacional de Desporto de Deficientes (ANDE). A entidade pretendia agregar os esportes praticados por atletas com qualquer tipo de deficiência.
Em 1978, foi a vez do Brasil sediar uma edição dos Jogos Pan-Americanos em Cadeira de Rodas. As disputas aconteceram no Rio de Janeiro. Com o crescimento do esporte paralímpico no país, as modalidades passaram a ser categorizadas. Em 1984 foram fundadas a Associação Brasileira de Desportos para Cegos (ABDC) e a Associação Brasileira de Desportos em Cadeira de Rodas (ABRADECAR). Em 1989 foi criada a Associação Brasileira de Desportos de Deficientes Mentais (ABDEM). Um ano depois foi a vez da Associação Brasileira de Desporto para Amputados (ABDA) começar suas atividades.
Além destas, a partir de 1997 a Confederação Brasileira de Desporto para Surdos (CBDS) passa a representar o Brasil no Comitê Internacional de Esportes de Surdos, mas o esporte para surdos não está no programa dos Jogos Paralímpicos, pois desde 1924 eles tem seu próprio evento, as Surdolímpiadas.

### Rio 2007
Em 2007 o Rio de Janeiro recebeu os Jogos Parapan-Americanos, que se transformou em um marco na história do esporte paralímpico nacional. Pela primeira vez os Jogos Pan (ODEPA) e Parapan (APC) foram realizados na mesma cidade, locais de competição, vila e pelo mesmo comitê organizador. A delegação brasileira foi composta por 238 atletas e 121 dirigentes e o país terminou a competição em primeiro lugar geral, sua melhor colocação, com um total de 228 medalhas, sendo 83 de ouro, 68 de prata e 77 de bronze.

### Pequim 2008
Nos Jogos Paralímpicos de Pequim 2008, o Brasil seguiu com sua escalada de sucesso e alcançou o nono lugar no quadro de medalhas com 47 conquistas, sendo 16 ouros, 14 pratas e 17 bronzes. A delegação verde e amarela foi composta por 188 atletas (133 homens e 55 mulheres), a maior da história do Brasil nos Jogos até então. O esporte que mais trouxe medalhas para o país foi a natação, com 19 conquistas, seguido de perto pelo atletismo, com 15. O Brasil subiu ao pódio em mais seis modalidades em Pequim, com destaque para as medalhas inéditas na bocha, hipismo, remo e tênis de mesa. 

### Londres 2012
Entre os dias 29 de agosto a 9 de setembro, a cidade de Londres recebeu a 14ª edição dos Jogos Paralímpicos. A maior edição do evento contou a participação de 165 países em 20 modalidades. Foram 4200 atletas, 2250 oficiais técnicos, 1200 árbitros, classificadores, delegados técnicos e força de trabalho, além de 6000 voluntários.
O Brasil esteve representado por 182 atletas (115 homens e 67 mulheres) em 18 das 20 modalidades em disputa, ausente apenas no Rugby em cadeira de rodas e Tiro com arco. Além deles, o Brasil enviou 16 acompanhantes - entre atletas-guia, calheira e timoneiro -, quatro tratadores de cavalos, 31 profissionais da área de saúde e 86 oficiais técnicos e administrativos.
Após conquistar 43 medalhas, o país encerrou a campanha nos Jogos de Londres com a sétima colocação geral, exatamente a mesma posição estabelecida como meta pelo CPB. Foram 21 ouros, 14 pratas e oito bronzes em sete modalidades: Atletismo, Bocha, Esgrima em cadeira de rodas, Futebol de 5, Goalball, Judô e Natação.

### 2022: Nova identidade de CPB e o lançamento da marca Paramigos Imparáveis
A nova logomarca do Comitê Paralímpico Brasileiro (CPB) foi lançada em fevereiro de 2022 durante a cerimônia da 10ª edição do Prêmio Paralímpicos, realizada no São Paulo Expo, para celebrar os 27 anos da entidade.
Em 31 de agosto do mesmo ano, a CPB lançou as duas marcas Brasil Paralímpico e Paramigos Imparáveis durante a Licensing Con 2022, a maior feira sobre licenciamento de marcas da América Latina, na Vila Leopoldina, zona oeste de São Paulo.
Brasil Paralímpico
O Brasil Paralímpico é o escudo de identificação oficial das delegações brasileiras em missões esportivas internacionais, como os Jogos Parapan-Americanos e os Jogos Paralímpicos. A marca busca fortalecer a identidade nacional e inspirar os atletas brasileiros.
Paramigos Imparáveis
A marca Paramigos Imparáveis, uma série animada para crianças e pais que aborda a inclusão social de pessoas com deficiências. A história gira em torno de Geeky, Turi, Zoom, Guará, Nina e Narciso, que lutam para proteger o planeta da destruição causada pelos vilões Dona Tella e Zé Madeira. A produção da primeira temporada com 26 episódios que será originalmente programada para estrear em 2023.
Em 2024, a CPB anunciou que a série estrearia em 2 de setembro no canal infantil Gloobinho (pertencente á Globo) com a exibição de dois episódios por dia, e foi lançado também na plataforma de streaming Globoplay no dia seguinte.

## Modalidades paralímpicas
| Desporto                    | Categorias          | Órgão    | Estado nos Jogos Paraolímpios       |
| --------------------------- | ------------------- | -------- | ----------------------------------- |
| Esqui alpino                | ALA, CP, VI, WC     | IPC      | Desporto de Inverno (1976-presente) |
| Tiro com arco               | ALA, CP, WC         | IPC      | Desporto de Verão(1960-presente)    |
| Atletismo                   | ALA, CP, ID, VI, WC | IPC      | Desporto de Verão (1960-presente)   |
| Basquetebol ID              | ID                  | INAS-FID | Desporto de Verão (2000)            |
| Bocha                       | CP                  | CP-ISRA  | Desporto de Verão (1984-presente)   |
| Bowls                       | ALA, CP, VI, WC,    | IPC      | Desporto de Verão (1968-1988, 1996) |
| Sinuca                      | WC                  | IWAS     |                                     |
| Ciclismo                    | ALA, CP, VI, WC     | IPC      | Desporto de Verão {1988-presente)   |
| Hipismo                     | ALA, CP, VI, WC     | FEI      | Desporto de Verão (1996-presente)   |
| Futebol de 5                | VI                  | IBSA     | Desporto de Verão (2004-presente)   |
| Futebol de 7                | CP                  | CP-ISRA  | Desporto de Verão (1984-presente)   |
| Goalball                    | VI                  | IBSA     | Desporto de Verão (1980-presente)   |
| Hóquei em trenó             | ALA, WC             | IPC      | Desporto de Verão (1994-presente)   |
| Corrida de trenó em gelo    |                     |          |                                     |
| Judô                        | VI                  | IBSA     | Desporto de Verão (1988-presente)   |
| Esqui nórdico               | ALA, CP, VI, WC     | IPC      | Desporto de Inverno (1976-presente) |
| Levantamento de peso        | ALA, CP, WC         | IPC      | Desporto de Verão (1964-presente)   |
| Vela                        | ALA, CP, VI, WC     | IFDS     | Desporto de Verão (1996-presente)   |
| Tiro                        | ALA, CP, VI, WC     | IPC      | Desporto de Verão (1976-presente)   |
| Natação                     | ALA, CP, ID, VI, WC | IPC      | Desporto de Verão (1960-presente)   |
| Tênis de mesa               | ALA, CP, WC         | IPC      | Desporto (1960-presente)            |
| Voleibol                    | ALA                 | WOVD     | Desporto de Verão (1976-presente)   |
| Basquetebol                 | WC                  | IWBF     | Desporto de Verão (1960-presente)   |
| Curling                     | WC                  | ICF      | Desporto de Inverno (2006-presente) |
| Esgrima em cadeira de rodas | WC                  | IWAS     | Desporto de Verão (1960-presente)   |
| Rugby em cadeira de rodas   | WC                  | IWAS     | Desporto de Verão (1996-presente)   |
| Snowboarding                | ALA                 | WSF      | Desporto de Inverno (2014-presente) |
| Tênis em cadeira de rodas   | WC                  | ITF      | Desporto de Verão (1992-presente)   |

### Acrônimos
- Categorias:
  - ALA - Amputados e outros
  - CP - Paralisia cerebral
  - ID - Deficiência intelectual
  - VI - Deficiências visuais
  - WC - Cadeira de rodas

- Órgãos:
  - CP-ISRA - Associação Interacional de Desportos e Recreação para portadores de Paralisia Cerebral
  - FEI - Federação Internacional dos Desportos Equestres
  - IBSA - Federação Internacional de Desportos para Cegos
  - ICF - Federação Internacional de Curling
  - IFDS - Fundação Internacional De Vela Paralímpica
  - INAS-FID - Federação Internacional de Desportes para Portadores de Necessidades Especiais Intelectuais
  - IPC - Comitê Paralímpico Internacional
  - ITF - Federação de Tênis Internacional
  - IWAS - Federação Internacional de Desportos para Cadeirantes e Amputados
  - IWBF - Federação Internacional de Basquete em Cadeira de Rodas
  - WOVD - Organização Mundial do Vôlei para Portadores de Necessidades Especiais
  - CISS - Comitê Internacional dos Desportos dos Surdos

## Atual gestão (2021-2025)
- Presidente: Mizael Conrado

- Vice-Presidente: Yohansson Nascimento

- Presidente do Conselho Fiscal: Edênia Garcia

No dia 30 de novembro de 2020, Mizael Conrado foi reeleito Presidente. Pela primeira vez a entidade terá toda sua diretoria formada por medalhistas paralímpicos.

## Entidades filiadas
Doze entidades estão filiadas ao CPB:
- Associação Brasileira de Desporto em Cadeira de Rodas
- Associação Brasileira de Desporto de Deficientes Mentais
- Associação Nacional de Desporto de Deficientes
- Confederação Brasileira de Basquete em Cadeira de Rodas
- Confederação Brasileira de Desportos de Deficientes Visuais
- Confederação Brasileira de Desportos dos Surdos
- Confederação Brasileira de Hipismo
- Confederação Brasileira de Remo
- Confederação Brasileira de Tênis
- Confederação Brasileira de Tiro com Arco
- Confederação Brasileira de Tênis de Mesa
- Confederação Brasileira de Ciclismo
- Confederação Brasileira de Vela Adaptada
- Confederação Brasileira de Voleibol para Deficientes